# CAF Champions League 2006
La CAF Champions League 2006 venne vinta dall'Al-Ahly.

## Risultati

### Turno Preliminare
| Squadra #1           | Tot. | Squadra #2                  | And | Rit |
| -------------------- | ---- | --------------------------- | --- | --- |
| Renacimiento FC      | 2-2  | Africa Sports               | 0-0 | 2-2 |
| Stade Malien         | 5-2  | Satellite FC                | 3-0 | 2-2 |
| Tusker FC            | 4-1  | Red Sea Football Club       | 3-1 | 1-0 |
| Rail Club Kadiogo    | 1-2  | USM Alger                   | 1-1 | 0-1 |
| AS Douanes           | 2-3  | ASC Port Autonome           | 0-0 | 2-3 |
| FC Civics            | 5-2  | Sagrada Esperança           | 4-0 | 1-2 |
| East End Lions F.C.  | 0-7  | ASEC Abidjan                | 0-4 | 0-3 |
| Mbabane Swallows     | 2-7  | Orlando Pirates             | 0-5 | 2-2 |
| AS Port-Louis 2000   | 1-0  | Coin Nord de Mitsamiouli    | 1-0 | N/A |
| Police FC            | 0-3  | Al-Hilal Omdurman           | 0-0 | 0-3 |
| Police XI            | 2-3  | Enugu Rangers               | 2-2 | 0-1 |
| Mangasport           | 1-2  | Enyimba                     | 1-0 | 0-2 |
| LPRC Oilers          | 2-3  | ASC Diaraf                  | 0-0 | 2-3 |
| Renaissance FC       | 1-2  | Cotonsport Garoua           | 1-1 | 0-1 |
| FC Saint Eloi Lupopo | 4-1  | AS Police                   | 2-0 | 2-1 |
| ASDR Fatima          | 0-2  | DC Motema Pembe             | 0-0 | 0-2 |
| AS-FNIS              | 1-7  | Club Sportif Sfaxien        | 1-3 | 0-4 |
| APR FC               | 4-2  | AS Aviação                  | 3-2 | 1-0 |
| Aigle Royal Menoua   | 1-4  | Asante Kotoko               | 1-1 | 0-3 |
| La Passe FC          | 0-2  | Clube Ferroviário de Maputo | 0-0 | 0-2 |
| Likhopo              | 0-4  | Mamelodi Sundowns           | 0-1 | 0-3 |
| SS Excelsior         | 3-3  | USCA Foot                   | 3-1 | 0-2 |
| Wallidan FC          | W/O  | Hearts of Oak               | N/A | N/A |
| ENPPI                | 0-1  | Saint-George SA             | 0-0 | 0-1 |
| Polisi               | W/O  | CIVO United                 | N/A | N/A |
| Al-Ittihad           | 1-5  | JS Kabylie                  | 1-1 | 0-4 |
| Young Africans FC    | 2-3  | Zanaco FC                   | 2-1 | 0-2 |
| InterStar            | 3-3  | CAPS United                 | 3-3 | 0-0 |
| El Ahmedi            | W/O  | Raja Casablanca             | N/A | N/A |

Wallidan, CIVO United e El Ahmedi ritirate. CAPS squalificato.

### Primo turno
| Squadra #1                  | Tot.   | Squadra #2        | And | Rit |
| --------------------------- | ------ | ----------------- | --- | --- |
| Stade Malien                | 2-2(a) | Renacimiento FC   | 2-1 | 0-1 |
| Tusker FC                   | 0-5    | Al Ahly           | 0-2 | 0-3 |
| ASC Port Autonome           | 4-4    | USM Alger         | 2-1 | 2-3 |
| ASEC Abidjan                | 4-0    | FC Civics         | 3-0 | 1-0 |
| AS Port-Louis 2000          | 0-9    | Orlando Pirates   | 0-5 | 0-4 |
| Enugu Rangers               | 1-4    | Al-Hilal Omdurman | 1-0 | 0-4 |
| ASC Diaraf                  | 0-2    | Enyimba           | 0-0 | 0-2 |
| FC Saint Eloi Lupopo        | 1-0    | Cotonsport Garoua | 1-0 | 0-0 |
| Club Sportif Sfaxien        | 2-1    | DC Motema Pembe   | 1-1 | 1-0 |
| APR FC                      | 2-2    | FAR Rabat         | 2-1 | 0-1 |
| Clube Ferroviário de Maputo | 1-2    | Asante Kotoko     | 0-0 | 1-2 |
| USCA Foot                   | 3-3    | Mamelodi Sundowns | 1-1 | 2-2 |
| Saint-George SA             | 4-0    | Hearts of Oak     | 4-0 | N/A |
| Polisi                      | 0-5    | Étoile Sahel      | 0-2 | 0-3 |
| Zanaco FC                   | 0-3    | JS Kabylie        | 0-2 | 0-5 |
| Raja Casablanca             | void   | CAPS United       | 1-0 | N/A |
| Raja Casablanca             | 8-2    | InterStar         | 7-0 | 1-2 |

CAPS United squalificato dopo andata per aver inviato false informazioni su 2 giocatori Malawiani che non potevano essere schierati in campo nella gara contro l'InterStar; l'InterStar venne riammesso.

La gara di ritorno Hearts of Oak v Saint-George SA venne abbandonata sul 2-0 quando il Saint-George si ritirò dal campo in segno di protesta per l'arbitraggio a loro sfavorevole. Hearts of Oak passò il turno.

### Secondo turno
| Squadra #1           | Tot.            | Squadra #2           | And   | Rit   |
| -------------------- | --------------- | -------------------- | ----- | ----- |
| Renacimiento FC      | 0 - 4           | Al Ahly              | 0 - 0 | 0 - 4 |
| ASC Port Autonome    | 1 - 6           | ASEC Mimosas         | 1 - 0 | 0 - 6 |
| Orlando Pirates      | 3 - 3           | Al-Hilal Omdurman    | 2 - 0 | 1 - 3 |
| Enyimba              | 3 - 0           | FC Saint Eloi Lupopo | 2 - 0 | 1 - 0 |
| Club Sportif Sfaxien | 2 - 1           | FAR Rabat            | 1 - 1 | 1 - 0 |
| Asante Kotoko        | 6 - 1           | USCA Foot            | 6 - 0 | 0 - 1 |
| Hearts of Oak        | 1 - 1 (6-5 dcr) | Étoile Sahel         | 1 - 0 | 1 - 0 |
| JS Kabylie           | 3 - 2           | Raja Casablanca      | 3 - 1 | 0 - 1 |

## Fase a Gironi

### Gruppo A
| Squadra              | Pti | G | V | N | P | GF | GS | DR |
| -------------------- | --- | - | - | - | - | -- | -- | -- |
| Club Sportif Sfaxien | 12  | 6 | 4 | 0 | 2 | 9  | 7  | 2  |
| Al Ahly              | 11  | 6 | 3 | 2 | 1 | 10 | 4  | 6  |
| Asante Kotoko        | 7   | 6 | 2 | 1 | 3 | 7  | 10 | -3 |
| JS Kabylie           | 4   | 6 | 1 | 1 | 4 | 4  | 9  | -5 |

| Casa          | Ris. | Fuori         |
| ------------- | ---- | ------------- |
| JS Kabylie    | 1-0  | Asante Kotoko |
| CS Sfaxien    | 1-0  | Al Ahly       |
| Al Ahly       | 2-0  | JS Kabylie    |
| Asante Kotoko | 4-2  | CS Sfaxien    |
| JS Kabylie    | 0-1  | CS Sfaxien    |
| Asante Kotoko | 0-0  | Al Ahly       |
| Al Ahly       | 4-0  | Asante Kotoko |
| CS Sfaxien    | 2-0  | JS Kabylie    |
| Al Ahly       | 2-1  | CS Sfaxien    |
| Asante Kotoko | 2-1  | JS Kabylie    |
| JS Kabylie    | 2-2  | Al Ahly       |
| CS Sfaxien    | 2-1  | Asante Kotoko |

### Gruppo B
| Squadra         | Pti | G | V | N | P | GF | GS | DR |
| --------------- | --- | - | - | - | - | -- | -- | -- |
| ASEC Mimosas    | 12  | 6 | 3 | 3 | 0 | 11 | 1  | 10 |
| Orlando Pirates | 9   | 6 | 2 | 3 | 1 | 4  | 6  | -2 |
| Enyimba         | 8   | 6 | 2 | 2 | 2 | 4  | 5  | -1 |
| Hearts of Oak   | 2   | 6 | 0 | 2 | 4 | 0  | 7  | -7 |

| Casa            | Ris. | Fuori           |
| --------------- | ---- | --------------- |
| Hearts of Oak   | 0-2  | Enyimba         |
| Orlando Pirates | 1-1  | ASEC Mimosas    |
| ASEC Mimosas    | 3-0  | Hearts of Oak   |
| Enyimba         | 1-1  | Orlando Pirates |
| ASEC Mimosas    | 3-0  | Enyimba         |
| Orlando Pirates | 0-0  | Hearts of Oak   |
| Enyimba         | 0-0  | ASEC Mimosas    |
| Hearts of Oak   | 0-1  | Orlando Pirates |
| ASEC Mimosas    | 4-0  | Orlando Pirates |
| Enyimba         | 1-0  | Hearts of Oak   |
| Hearts of Oak   | 0-0  | ASEC Mimosas    |
| Orlando Pirates | 1-0  | Enyimba         |

### Semifinali
29 settembre-1º ottobre e 14-15 ottobre.
| Squadra #1      | Tot.  | Squadra #2           | And | Rit |
| --------------- | ----- | -------------------- | --- | --- |
| Orlando Pirates | 0 - 1 | Club Sportif Sfaxien | 0-0 | 0-1 |
| Al Ahly         | 3 - 2 | ASEC Mimosas         | 2-0 | 1-2 |

### Finale
29 ottobre e 11 novembre.
| Squadra #1 | Tot. | Squadra #2 | And | Rit |
| ---------- | ---- | ---------- | --- | --- |
| Al Ahly    | 2-1  | CS Sfaxien | 1-1 | 1-0 |

| CAF Champions League Campioni 2006 |
| ---------------------------------- |
| Al Ahly Quinto Titolo              |

## Capocannonieri
| Pos | Giocatore         | Club         | Gol |
| --- | ----------------- | ------------ | --- |
| 1st | Mohamed Aboutrika | Al Ahly      | 8   |
| 2nd | Didier Ya Konan   | ASEC Mimosas | 5   |
| 3rd | Flávio Amado      | Al Ahly      | 4   |